# Личвил (Оклахома)
Личвил (енгл. Leach) насељено је место без административног статуса у америчкој савезној држави Оклахома.

## Демографија
По попису из 2010. године број становника је 237, што је 17 (7,7%) становника више него 2000. године.
| Група             | 2000.       | 2010.      |
| Белци             | 105 (47,7%) | 87 (36,7%) |
| Афроамериканци    | 0 (0,0%)    | 0 (0,0%)   |
| Азијати           | 0 (0,0%)    | 0 (0,0%)   |
| Хиспаноамериканци | 3 (1,4%)    | 12 (5,1%)  |
| Укупно            | 220         | 237        |